# De Streken van Tante Toets (televisieserie)
De Club van Sinterklaas & De Streken van Tante Toets is het zesde seizoen van De Club van Sinterklaas. Dit seizoen bestond uit 25 afleveringen, die werden uitgezonden tussen 31 oktober en 2 december 2005. Het volledige seizoen werd herhaald op 3 en 4 december. Is het vervolg op De Club van Sinterklaas & De Brieven van Jacob, en wordt gevolgd door De Club van Sinterklaas - Paniek In de Confettifabriek.

## Verhaal
Jacob en Meneer de Directeur zijn vorig seizoen onder een immens grote dosis 'omkeeraroma' gekomen, waardoor ze nu door en door goed zijn geworden. Jacob werkt bij Sinterklaas, en Meneer de Directeur is permanent in Spanje gaan wonen en is daar bezig met zijn uitvindingen.
Alles lijkt goed te gaan tot Profpiet per ongeluk, zonder het te weten, over het hondje Fifi rijdt. Het baasje van dit diertje, Toets van Truffelen, wordt zo kwaad dat ze naar het kasteel van Sinterklaas gaat. Daar eenmaal aangekomen wordt er onthuld dat Mevrouw van Truffelen de tante van Jacob is. Profpiet raakt helemaal verliefd op haar en wanneer ze zogenaamd haar enkel breekt, is hij bereid alles voor haar te doen. Hier maakt tante Toets dan ook maar al te graag gebruik van en ze probeert van alles om de gehele Pietenbende, inclusief Sinterklaas, dwars te zitten. Ook probeert ze Jacob over te halen om met haar mee te gaan en te gaan werken op haar Spaanse camping, "mét stromend water".
Ondertussen is Sinterklaas om een of andere reden erg depressief. Zelfs zo erg dat hij dit jaar helemaal geen zin heeft om naar Nederland te gaan: "Misschien volgend jaar". Zal de Club er op tijd achter komen wat er met de Sint is? En om het nog erger te maken begint Wegwijspiet problemen te krijgen met het wijzen van de weg, en krijgt last van geheugenverlies, na gestruikeld te zijn over Fifi. En dan is er ook nog tante Toets...

## Rolverdeling
- Sinterklaas - Bram van der Vlugt
- Coole Piet - Harold Verwoert
- Toets van Truffelen - Maja van den Broecke
- Profpiet - Piet van der Pas
- Wegwijspiet - Michiel Kerbosch
- Testpiet - Beryl van Praag
- Jacob - Peter de Gelder
- Hoge Hoogte Piet - Tim de Zwart
- Muziekpiet - Wim Schluter
- Dierenarts Spanje - Egbert de Jong
- Hulppiet - Titus Boonstra
- Chefpiet - Don van Dijke
- Piet - Armando de Boer
- Fifi

## Titelsong
De titelsong van dit seizoen is De streken van tante Toets, gezongen door Coole Piet (Harold Verwoert). Ook dit seizoen is er een zelfstandige videoclip van de titelsong die alleen te zien is buiten de afleveringen, namelijk tijdens reclameblokken op zender Jetix en clipzender en -programma's als TMF. De tuinen van het kasteel van Sinterklaas zijn opnamelocatie en Pietendanseressen sieren het filmpje weer met dansmanoeuvres. De titelsong is uitgebracht op single, cd-album De Liedjes van De Club van Sinterklaas: De Hits van 2005 en heruitgebracht op De Liedjes van De Club van Sinterklaas: De Hits van 2006 en op compilatiealbum Het Beste van De Club van Sinterklaas 2009.

## Muziekspecial
Ook uitgezonden tijdens dit seizoen is een speciale muzikale aflevering. Huispiet presenteert de Generale: een optreden van elk van de Clubpieten Coole Piet, Testpiet, Muziekpiet en Profpiet omlijst met Pietendanseressen voor een bescheiden Pietenpubliek. Alleen deze editie van de muziekspecial is echt deel van de vervolgende verhaallijn.

## Trivia
- Na het duistere en grimmige vijfde seizoen van vorig jaar is De Streken van Tante Toets juist een 'feelgood' seizoen. Hoewel het Toets-personage als 'boef' bestempeld kan worden, kent het seizoen ook vele lichte 'feelgood' momenten. Sinds de introductie van het 'boevenconcept' in het derde seizoen uit 2002 kende de serie steeds duisterdere en grimmige momenten.
- Na ruim twee jaar afwezigheid is Chefpiet weer te zien in de serie. Het personage had een grote rol in het eerste seizoen en kleinere rollen in het tweede en derde seizoen. Tevens was de meesterchef ook titelsongvertolker: de allereerste leader uit 1999 werd door hem ingezongen. In 2001 werd hij op dit front opgevolgd door Coole Piet.
- Hoewel deze editie van de muziekspecial echt deel is van de verhaallijn, staat deze niet op de dvd-uitgave. Op de dvd met de vervolgende verhaallijn van dit seizoen is dus een gat ontstaan, maar een los uitgebrachte dvd van De Generale is hier een aanvulling op.